# Lathrolestes euryremus
Lathrolestes euryremus är en stekelart som beskrevs av Barron 1994. Lathrolestes euryremus ingår i släktet Lathrolestes och familjen brokparasitsteklar. Inga underarter finns listade i Catalogue of Life.